# Куклино (Сухиницький район)
Куклино (рос. Куклино) — присілок в Сухиницькому районі Калузької області Російської Федерації.
Населення становить 6 осіб. Входить до складу муніципального утворення Село Бринь.

## Історія
Від 2004 року входить до складу муніципального утворення Село Бринь

## Населення
| 2002 | 2010 |
| ---- | ---- |
| 2    | ↗6   |